# (7633) Volodymyr
(7633) Volodymyr (1982 UD7) – planetoida z grupy pasa głównego asteroid okrążająca Słońce w ciągu 4,12 lat w średniej odległości 2,57 j.a. Odkryta 21 października 1982 roku.